# 戈伦贝格
戈伦贝格（德語：Gollenberg）是德国勃兰登堡州的一个市镇，隶属于哈弗尔兰县。总面积为30.51平方公里，截至2020年总人口为397人。